# Serotonin (Hörspielmacher)
Serotonin ist der Name eines Berliner Autoren- und Hörspiel-Produzentenduos und besteht aus Marie-Luise Goerke und Matthias Pusch. Das Duo wurde 2002 in Berlin gegründet.

## Die Autoren und Hörspielmacher
Marie-Luise Goerke ist Japanologin und Germanistin und studierte an der Freien Universität Berlin und an der Kyoto University in Japan. Sie ist für den Öffentlich-rechtlichen-Rundfunk und für Hörbuchverlage als Autorin und (Hörspiel-)Regisseurin tätig. 
Matthias Pusch ist Dipl.-Ingenieur für Robotik und studierte an der TU-Berlin und der Tokyo Universität in Japan. Er arbeitet als Regisseur, Produzent und Musiker.

## Entstehung und Produktionsweise
Seit 2002 treten Goerke und Pusch unter dem Namen Serotonin auf. Gemeinsam schreiben und produzieren sie akustische Kunst, Radio-Features, Hörspiele, Hörbücher und Belletristik. In einem Interview der ARD erläuterten sie, dass es beabsichtigt ist, keine tatsächliche arbeitsteilige Trennung der einzelnen Bereiche Stoffentwicklung, Skript, Regie, Musik und Produktion vorzunehmen, um die für sie charakteristische Produktionsweise zu erzielen. Die Namensgleichheit zum „Glückshormon“ Serotonin sei beabsichtigt.
Ihr Hörspiel Scheitern für Fortgeschrittene (WDR, 2005) setzt sich auf mehreren Ebenen mit dem Thema „Scheitern“ auseinander. Der Protagonist Fenner vertieft sich in seine einzige Begabung: das Versagen. Er entschließt sich, etwas daraus zu machen und gründet eine „Akademie des Scheiterns“. Auf weiteren Erzählebenen wird dieser fiktionale Haupthandlungsstrang mit O-Tönen und echten Interviews zum Thema „Versagen“ collagiert. Diese Montage von fiktionalem und nichtfiktionalem Material ist für Hörwerke von Serotonin charakteristisch. 
Serotonin mischen in ihren künstlerischen Arbeiten häufig das Fiktionale mit dem Faktischen, was sie in einem Radiogespräch an der Bauhaus-Universität Weimar als „Textur der Wirklichkeit“ bezeichneten, und lassen in ihrem eigenen Studio aus eigenen oder fremden Texten verschiedenartige Hörstücke entstehen.
Seit 2010 realisieren Serotonin künstlerische Audioguides und seit 2016 als Soundpräsentationsform selbstgebaute „Akustische Dioramen“ für Galerien und Museen.
2015 veröffentlichten sie ihren ersten historischen Roman „Das Blausteintuch. Ein Renaissance-Roadmovie“ als E-Book und 2016 als Hörbuch. In ihrem Radiofeature Der Kapitän segelt nach Amazon für den SWR setzen sie sich mit dem Produktionsprozess ihres Werkes auseinander. 2018 folgte der 2. Band „Das Blausteintuch (Band 2): Die Karte“, 2020 der 3. Band „Das Blausteintuch (Band 3): Die Insel“ und 2025 der 4. Band „Das Blausteintuch (Band 4): Das Tal der Nonnen“ als E-Book und als Hörbuch.

## Produktionen

### Original-Hörspiele
- 2004 Bück' Dich! Oder: Das Simulations-Syndrom mit Julia Hummer und anderen, WDR
- 2005 Scheitern für Fortgeschrittene mit Stefan Kaminski und anderen, WDR
- 2006 Er und ich, WDR
- 2007 Überwachen und Mahnen, WDR
- 2009 Workingclass Hero, SWR
- 2009 Kleine Geschäfte. Oder: Umkehrung der Verhältnisse, WDR
- 2009 Kinderwahn und der Bugaboo-Krieg am Prenzlauer Berg, SWR
- 2010 Bier und Bildung, SWR
- 2011 Buddenbroichs. Oder: Die Angst der Mittelschicht vor dem Abstieg, WDR
- 2013 Dinge, die dringend geändert werden müssen, SWR
- 2018 Die Van Berg-Konstante, Originalhörspiel in 3 Teilen, WDR[8]
- 2019 Die Verschiebung, Mystery-Thriller-Serie in 2 Staffeln/20 Folgen, SWR und eigenständiger Podcast[9]
- 2022 KI-Mom, SciFi-Serie in 2 Staffeln/20 Folgen, SWR und eigenständiger Podcast[10]
- 2022 Sauerei, 4-teilige Hörspielserie mit 4 ergänzenden Podcast-Gesprächen, Deutschlandfunk Kultur und eigenständiger Podcast[11]
- 2025 KI-Mom Staffel 3 SciFi-Serie in 10 Folgen, SWR Kultur und eigenständiger Podcast

### Radio-Features
- 2004 Nummer 1295 oder: Wie werde ich ein Star? SWR
- 2006 Der Fall Sisak, RBB/WDR
- 2007 Gymnastik und Electricität, SWR
- 2011 Heimatlos – Tokios digitale Tagelöhner, WDR, SWR, DLR-Kultur
- 2015 Der Kapitän segelt nach Amazon, SWR
- 2017 Die Erfindung der Entdeckung (Feature-Hörspiel), Deutschlandfunk Kultur
- 2023 Mit den Flügeln schlagen – Vom Übergang ins Erwachsenenleben, SWR

### Installationen
- 2011The Walk-In Archive, Kölnischer Kunstverein im Auftrag der Bundeskulturstiftung
- 2014/15 Storylines. Audio Guide Special, Humboldt Lab Dahlem im Ethnologischen Museum Berlin[12]
- 2015/16 HörspielAudioguide für junge Jugendliche, Bildergalerie Potsdam Sanssouci
- 2016 Parcours dans la mer de ciel. Fünf Akustische Dioramen im Museum für Naturkunde Berlin, Kulturstiftung des Bundes[13]
- 2019 Schmeckt wie Zuhause. Ein akustisches Diorama plus Internetpräsenz, Schloss Schönhausen Berlin und European Cultural Heritage Year (ECHY)

### Hörbücher (Auswahl)
- 2005 A Long Way Down von Nick Hornby mit Julia Hummer, Hille Darjes und anderen, Der Hörverlag, ISBN 3-89940-592-7
- 2007 Scheitern für Fortgeschrittene. Hörspiel von Serotonin. Der Audio Verlag, ISBN 978-3-89813-629-7
- 2010 Ich bin genug, Union Sozialer Einrichtungen, Eigenverlag
- 2011 Das Orchideenhaus von Lucinda Riley, gelesen von Simone Kabst, Der Hörverlag, ISBN 978-3-86717-953-9
- 2012 Der Name des Windes von Patrick Rothfuss, gelesen von Stefan Kaminski, Der Hörverlag, ISBN 978-3-86717-357-5
- 2012 Die Furcht des Weisen Teil 1 von Patrick Rothfuss, gelesen von Stefan Kaminski, Der Hörverlag, ISBN 978-3-86717-961-4
- 2013 Die Furcht des Weisen Teil 2 von Patrick Rothfuss, gelesen von Stefan Kaminski, Der Hörverlag, ISBN 978-3-86717-994-2
- 2013 Der Schwarm von Frank Schätzing, gelesen von Stefan Kaminski, Der Hörverlag, ISBN 978-3-8445-1109-3
- 2014 Mystic River von Dennis Lehane, gelesen von Stefan Kaminski, Diogenes Verlag, ISBN 978-3-257-80352-5
- 2014 bis 2021 Die sieben Schwestern (Band 1 bis Band 7) von Lucinda Riley, Der Hörverlag, ISBN 978-3-8445-2111-5, ISBN 978-3-8445-2533-5, ISBN 978-3-8445-2313-3, ISBN 978-3-8445-2813-8, ISBN 978-3-8445-3186-2, ISBN 978-3-8445-3727-7
- 2016 Die Zitronenschwestern von Valentina Cebeni, gelesen von Simone Kabst, Der Hörverlag, ISBN 978-3-8445-2323-2
- 2016 Das Blausteintuch. Ein Renaissance-Roadmovie von Serotonin, gelesen von Stefan Kaminski, Audible GmbH
- 2017 Der Fall Kallmann von Håkan Nesser, gelesen von Dietmar Bär, Oliver Brod, Sinja Dieks, Robert Frank, Simone Kabst, Oliver Siebeck, Britta Steffenhagen, Der Hörverlag, ISBN 978-3-8445-2831-2
- 2018 Das Blausteintuch (Band 2): Die Karte von Serotonin, gelesen von Stefan Kaminski, Audible GmbH
- 2020 Das Blausteintuch (Band 3)[14]: Die Insel von Serotonin, gelesen von Stefan Kaminski, Audible GmbH
- 2021 Nachttod von Johanna Mo, gelesen von Simone Kabst und Julian Greis, Random House Audio
- 2022 Finsterwald von Johanna Mo, gelesen von Simone Kabst und Steffen Groth, Random House Audio
- 2023 Dunkelwald von Johanna Mo, gelesen von Simone Kabst und Tim Schwarzmaier, Random House Audio
- 2023 Tochter des Marschlands von Virginia Hartman, gelesen von Simone Kabst, Random House Audio
- 2025 Für immer von Maja Lunde, gelesen von Simone Kabst, der Hörverlag, ISBN 978-3-8445-5281-2
- 2025 Das Blausteintuch (Band 4): Das Tal der Nonnen von Serotonin, gelesen von Stefan Kaminski, Audible GmbH

## Auszeichnungen
- 2006 Prix Hörverlag (2. Platz) für Scheitern für Fortgeschrittene[15]